# Florentinus Reinking

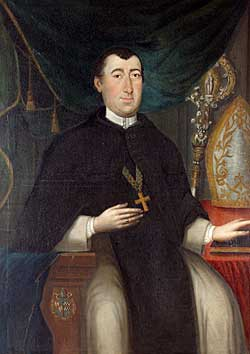
Florentinus Reinking, 43. Abt von Marienfeld

Florentinus Reinking OCist (* 1698 in Rietberg; † 23. September 1757) war Priester und Abt des Klosters Marienfeld.

## Leben
Florentinus Reinking trat am 2. Juni 1715 mit drei Mitbrüdern in das Kloster Marienfeld ein. Am 11. Januar 1716 legte er unter Abt Everhardus Gallenkamp die ewige Profess ab. Lange Zeit war er Kellermeister im Kloster, bis er 1746 zum Abt gewählt wurde. Am 23. September 1757 starb Abt Florentinus und wurde dann im Chorumgang vor der Sakristei neben seinen Vorgängern beigesetzt.

## Bautätigkeiten
Abt Florentinus wendete viel Geld für die Klosterhäuser in Münster und Osnabrück auf. 1754 ließ er östlich vom Hauptschiff eine mit Stichbogenfenstern versehene Sakristei errichten. In der Außenmauer befindet sich ein Steinrelief von etwa 1540. Sein Vorgänger Abt Ferdinandus Oesterhoff ließ 1745 die Orgel mit 36 Registern einbauen, erlebte die Fertigstellung jedoch nicht mehr. 1751 konnte sie dann unter Abt Florentinus feierlich eingeweiht werden.